# Паљијаре Векија (Терамо)
Паљијаре Векија (итал. Pagliare Vecchia) је насеље у Италији у округу Терамо, региону Абруцо.
Према процени из 2011. у насељу је живело 49 становника. Насеље се налази на надморској висини од 102 м.